# Pachylaena
Pachylaena D.Don ex Hook. & Arn., 1835 è un genere di piante angiosperme dicotiledoni della famiglia delle Asteraceae.

## Descrizione
Le specie di questa voce sono piante annuali o perenni con portamenti erbacei o subarbustivi. Queste piante sono inoltre prostrate e rizomatose.
In genere sono presenti sia foglie basali che cauline. Le foglie lungo il caule sono disposte in modo alternato. Quelle basali spesso formano delle rosette (disposizione rosulata). La forma delle lamine è semplice e spatolata con apici rotondi o ottusi. La consistenza è carnosa. I bordi possono essere finemente o grossolanamente (spesso irregolarmente) denticolati.
Le infiorescenze sono composte da capolini terminali solitari sessili o subsessili. I capolini sono largamente radiati e sono formati da un involucro a forma da ampiamente campanulata a emisferica composto da brattee (o squame) all'interno delle quali un ricettacolo fa da base ai fiori di due tipi (più o meno): tubulosi e ligulati. Le brattee, simili a foglie, disposte su 3 - 4 serie in modo embricato sono di vario tipo e consistenza. Il ricettacolo, a forma da piatta a concava e da alveolato a reticolato, è nudo (senza pagliette).
I fiori (eteromorfici) sia quelli tubulosi che ligulati sono tetra-ciclici (ossia sono presenti 4 verticilli: calice – corolla – androceo – gineceo) e pentameri (ogni verticillo ha 5 elementi). I fiori sono ermafroditi, actinomorfi o zigomorfi e fertili. In genere i fiori del raggio (quelli periferici) sono femminili. I fiori del disco (quelli centrali), sono ermafroditi.
- Formula fiorale:

*/x K {\displaystyle \infty }, [C (5), A (5)], G 2 (infero), achenio
- Calice: i sepali del calice sono ridotti ad una coroncina di squame.
- Corolla: la corolla è formata da un tubo terminante in modo bilabiato. Quelli marginali sono bilabiati con il labbro esterno allargato con tre denti. I fiori del disco sono anch'essi bilabiati con il labbro esterno a tre denti e poco evidente, e con quello interno bifido con i lobi attorcigliati. I colori sono: da giallo-rosso a rosa.
- Androceo: gli stami sono 5 con filamenti liberi, glabri o papillosi e distinti, mentre le antere sono saldate in un manicotto (o tubo) circondante lo stilo. Le antere in genere hanno una forma sagittata con base caudata (arrotondata o acuta). Il polline normalmente è tricolporato a forma sferica (può essere microechinato).
- Gineceo: lo stilo è filiforme; gli stigmi dello stilo sono due poco divergenti, corti e papillosi. Il nodo basale dello stilo è mancante. L'ovario è infero uniloculare formato da 2 carpelli. L'ovulo è unico e anatropo.

I frutti sono degli acheni con pappo. La forma dell'achenio in genere è cilindrica con alcune coste longitudinali. Il pericarpo può essere di tipo parenchimatico, altrimenti è indurito (lignificato) radialmente; la superficie è setolosa o glabra. Il carpopodium è assente, oppure ha delle forme anulari. Il pappo, formato da 2 - 3 serie di setole ampie e piatte alla base, piumose all'apice, è direttamente inserito nel pericarpo o connato in un anello parenchimatico posto sulla parte apicale dell'achenio.

## Biologia
- Impollinazione: l'impollinazione avviene tramite insetti (impollinazione entomogama tramite farfalle diurne e notturne).
- Riproduzione: la fecondazione avviene fondamentalmente tramite l'impollinazione dei fiori (vedi sopra).
- Dispersione: i semi (gli acheni) cadendo a terra sono successivamente dispersi soprattutto da insetti tipo formiche (disseminazione mirmecoria). In questo tipo di piante avviene anche un altro tipo di dispersione: zoocoria. Infatti gli uncini delle brattee dell'involucro si agganciano ai peli degli animali di passaggio disperdendo così anche su lunghe distanze i semi della pianta.

## Distribuzione
Le specie di questo genere si trovano in Argentina e Cile.

## Tassonomia
La famiglia di appartenenza di questa voce (Asteraceae o Compositae, nomen conservandum) probabilmente originaria del Sud America, è la più numerosa del mondo vegetale, comprende oltre 23.000 specie distribuite su 1.535 generi, oppure 22.750 specie e 1.530 generi secondo altre fonti (una delle checklist più aggiornata elenca fino a 1.679 generi). La famiglia attualmente (2021) è divisa in 16 sottofamiglie.

### Filogenesi
La sottofamiglia Mutisioideae, nell'ambito delle Asteraceae occupa una posizione "basale" (si è evoluta precocemente rispetto al resto della famiglia) ed è molto vicina alla sottofamiglia Stifftioideae. La tribù Mutisieae con la tribù Nassauvieae formano due "gruppi fratelli" ed entrambe rappresentano il "core" della sottofamiglia.
Il genere Pachylaena è descritto all'interno della tribù Mutisieae (sottotribù Mutisiinae), raggruppamento che la classificazione tradizionale collocava all'interno della sottofamiglia Cichorioideae e che la moderna classificazione filogenetica ha ricollocato, ridisegnandone i confini, all'interno della sottofamiglia Mutisioideae.
I caratteri distintivi per le specie di questo genere sono:
- le specie sono delle erbe perenni prostrate;
- il portamento delle foglie è rosulato;
- la corolla è bilabiata con un arto dei fiori esterni allargato;
- i bracci dello stilo sono papillosi.

### Elenco specie
Comprende le seguenti 2 specie:
- Pachylaena atriplicifolia D.Don ex Hook. & Arn.
- Pachylaena rosea I.M.Johnst.